# Pokémon Box: Rubí y Zafiro
Pokémon Box: Rubí y Zafiro (generalmente abreviado en Pokémon Box) es un disco de expansión para Pokémon Rubí, Zafiro y Esmeralda sacado para Nintendo Game Cube. No es un juego en sí mismo sino que en él se pueden guardar los Pokémon capturados en los juegos Pokémon Rubí, Zafiro y Esmeralda a modo de expansión, aunque puede jugarse a Pokémon Rubí y Zafiro en el televisor conectando una Game Boy Advance con uno de estos juegos, quedándose Pokémon Esmeralda aparte utilizándose únicamente para guardar Pokémon y no para jugar en el televisor.
Pokémon Box es un organizador de tus Pokémon de las ediciones Rubí y Zafiro. Para jugar a Pokémon Box, será obligatorio el uso de un juego (Rubí, Zafiro o Esmeralda), una Game Boy Advance, un Game Boy Advance Game Link Cable y por supuesto una Game Cube. Será entonces cuando sea posible almacenar hasta 1500 Pokémon en una tarjeta de memoria especialmente diseñada para este juego y que se incluye dentro del mismo.
Una vez que el entrenador conecte todos los accesorios necesarios, se podrá usar Pokémon Box para ver las habilidades de tus Pokémon, su estatus y organizar las cajas y mostrarlas visualmente en "Pokéfichas" de forma variada. El fin del juego es almacenar tus Pokémon en la tarjeta de memoria que se ha diseñado especialmente para Pokémon Box, y utilizar el software para organizarlos y decidir cómo ordenarlos y que estilo visual darle a cada caja. Se han incluido varios métodos de organización, listado por tipo de Pokémon, listado según la numeración antigua o la numeración de Hoenn (la utilizada en Pokémon Rubí/Zafiro).
Cuando enciendas tu Gamecube con tú juego de Pokémon Box, obtendrás un pequeño regalo, el cual será un Huevo Misterioso que contendrá un Pokémon con un movimiento huevo de carácter raro que no aprenderá de otra manera. En total se pueden obtener 4 Huevos Misteriosos con 4 Pokémon diferentes. Los 4 Pokémon son:
- Swablu con "Falso Tortazo" (almacenando 0 Pokémon)
- Zigzagoon con "Vel. Extrema" (almacenando 60 Pokémon)
- Skitty con "Día de Pago" (almacenando 500 Pokémon)
- Pichu con "Surf" (almacenando 1499 Pokémon)

Finalmente, este juego ofrece la oportunidad de jugar a Pokémon Rubí/Zafiro en nuestra televisión y sin necesidad de disponer de Game Boy Player para ello. Es tal y como ocurría en Pokémon Stadium y Pokémon Stadium 2, pero no se podrá jugar a ninguna de las ediciones Pokémon antiguas, únicamente con Pokémon Rubí/Zafiro. 
En Japón, Nintendo vendió el juego al precio de unos 20 € (aproximadamente a unos 17$ dólares americanos) junto con una tarjeta de memoria de 59 bloques gratis. En Europa, la única forma de conseguir Pokémon Box fue mediante 4000 Puntos Estrella de la web de Nintendo Europa y mediante un pack formado por la consola Nintendo GameCube, tarjeta de memoria de 251 bloques, juego de Pokémon Colosseum, mando de GameCube y Pokémon Box. En Estados Unidos en cambio se vendió en el Pokémon Center de Nueva York únicamente, trayendo consigo algunos regalos exclusivos (Cable link, una tarjeta de memoria y 2 tazos Pokémon).
- Datos: Q2975912